# 合意 (情報工学)
合意は分散処理における問題であり、障害が発生する環境におけるグループの合意形成のタスク一般を指す。
特に、グループ内のプロセスがいつクラッシュしてもおかしくない環境を指す。合意はフォールトトレラント設計の主要な技術の基本であり、例としてステートマシンレプリケーションがある。